# Molino de Alaiz (Fuentes de Ropel)

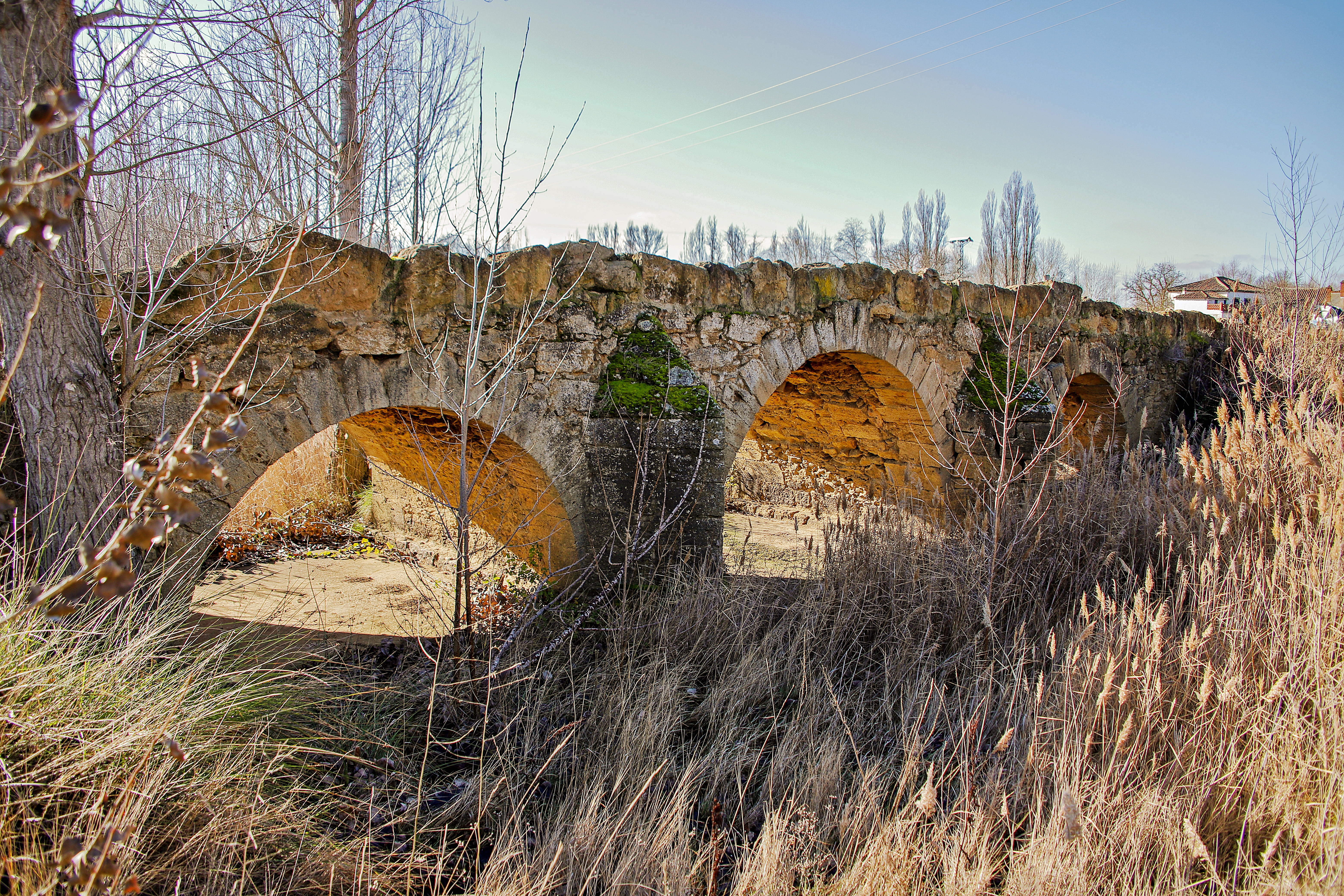
Puente de la ruta de Don Quijote

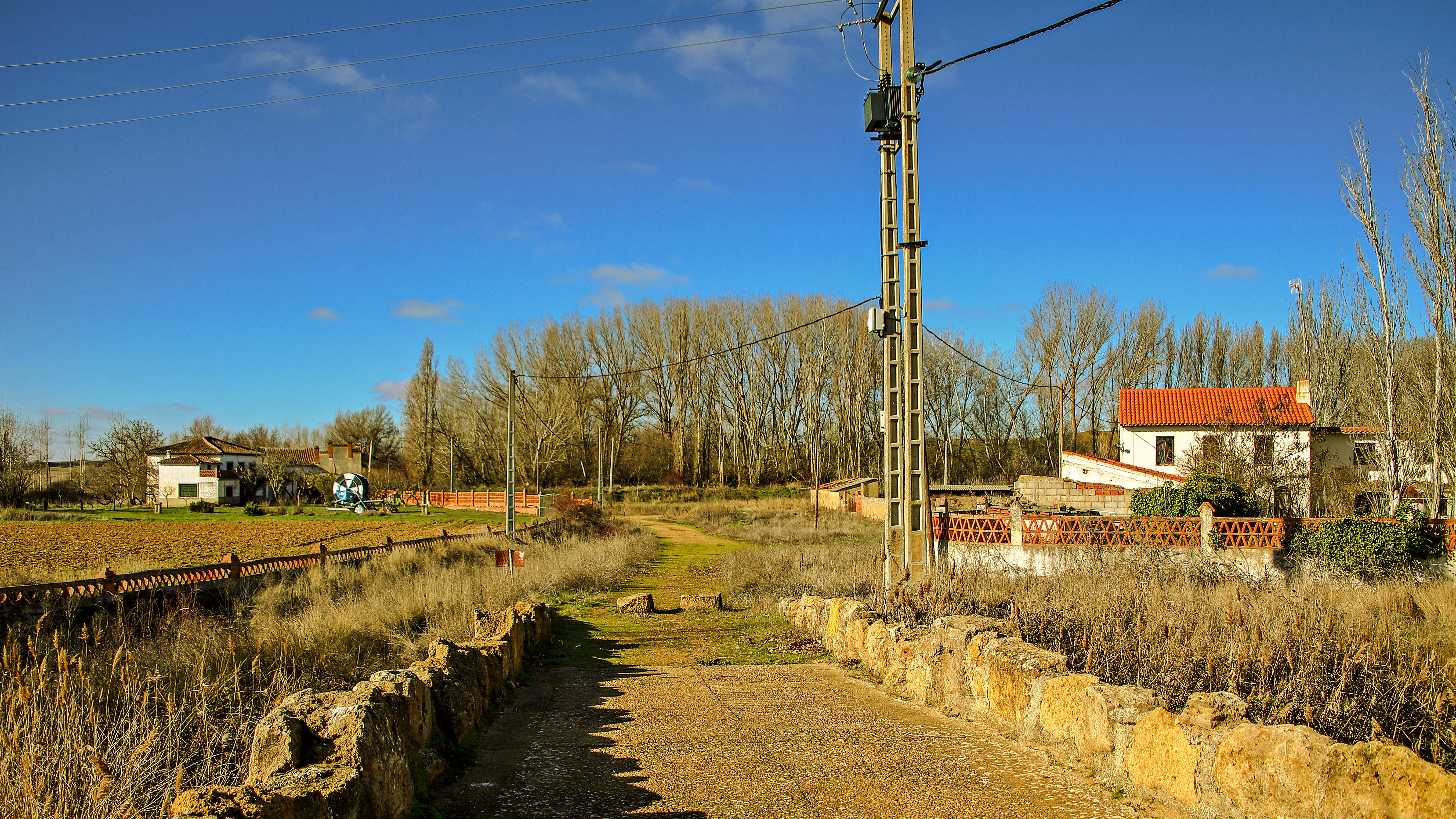
Alquería

Los restos del Molino de Alaiz se encuentran en el término municipal de Fuentes de Ropel, a este se llega a través del llamado "camino del Molino", situado a unos 2,7 km, al norte del municipio. Justo al llegar nos encontramos con un arco, probablemente de origen medieval. Esta factoría harinera fue levantada en el año 1706 y se mantuvo activa hasta el año 1906. Las instalaciones fueron reconvertidas hacia una central hidroeléctrica, que suministró corriente a las localidades del entorno, hasta que cerró en el año 1976.